# Sergej Litvinov
Sergej Nikolajevitsj Litvinov (Russisch: Серге́й Никола́евич Литви́нов) (Tsoekarov - Krasnodar, 23 januari 1958 – Sotsji, 19 februari 2018) was een Russische atleet, gespecialiseerd in het kogelslingeren.

## Loopbaan
Litvinov werd olympisch kampioen in 1988, nadat hij acht jaar eerder op de Olympische Spelen van 1980 al zilver had veroverd. Hij werd wereldkampioen in 1983 en 1987 en behaalde brons ('82) en zilver ('86) op de Europese kampioenschappen.
Sergej Litvinov was de grote concurrent van wereldrecordhouder Joeri Sedych en behoorde samen met hem en de Wit-Rus Ivan Tsichan tot de drie atleten die de kogel ooit verder dan 85 meter slingerden (in Cork in 1984 en op het EK 1986, telkens achter Sedych). Litvinov verbeterde driemaal het wereldrecord kogelslingeren (1980, '82 en '83) en twee keer het wereldjeugdrecord (1976 en '77).
Litvinov was van beroep leraar en coachte zijn zoon Sergej jr., die op de EK van 2014 bij het kogelslingeren een bronzen medaille behaalde.
Hij viel op 60-jarige leeftijd van de fiets op de terugweg van zijn werk en overleed.

## Titels
- Olympisch kampioen kogelslingeren - 1988
- Wereldkampioen kogelslingeren - 1983, 1987
- Russisch kampioen kogelslingeren - 1993
- Sovjet-kampioen kogelslingeren - 1979, 1983

## Persoonlijke records
| Onderdeel      | Prestatie | Datum       | Plaats  |
| -------------- | --------- | ----------- | ------- |
| kogelslingeren | 86,04 m   | 3 juli 1986 | Dresden |

## Wereldrecords
| Afstand | Datum        | Plaats |
| ------- | ------------ | ------ |
| 81,66 m | 24 mei 1980  | Sotsji |
| 83,98 m | 4 juni 1982  | Moskou |
| 84,14 m | 21 juni 1983 | Moskou |

## Prestatieontwikkeling
| Jaar              | 1974  | 1975  | 1976  | 1977  | 1978  | 1979  | 1980  | 1982  | 1983  | 1984  | 1986  | 1987  | 1988  | 1993  | 1994  | 1995  |
| ----------------- | ----- | ----- | ----- | ----- | ----- | ----- | ----- | ----- | ----- | ----- | ----- | ----- | ----- | ----- | ----- | ----- |
| Prestatie (meter) | 60,68 | 65,32 | 72,38 | 74,32 | 76,22 | 79,82 | 81,66 | 83,98 | 84,14 | 85,20 | 86,04 | 83,48 | 84,80 | 78,56 | 75,38 | 67,93 |

## Palmares

### kogelslingeren
- 1975:  EK junioren - 64,44 m
- 1977:  EK junioren - 68,76 m
- 1979:  Europacup - 76,90 m
- 1980:  OS - 80,64 m
- 1982:  EK - 78,66 m
- 1983:  WK - 82,68 m
- 1983:  Europacup - 81,52 m
- 1984:  Vriendschapsspelen - 81,30 m
- 1986:  Grand Prix - 84,88 m
- 1986:  EK - 85,74 m
- 1986:  Goodwill Games - 84,64 m
- 1987:  Europacup - 82,28 m
- 1987:  WK - 83,06 m
- 1988:  OS - 84,80 m
- 1993:  Europacup - 80,78 m
- 1993: 7e WK - 78,56 m

1900: John Flanagan ·
1904: John Flanagan ·
1908: John Flanagan ·
1912: Matt McGrath ·
1920: Patrick Ryan ·
1924: Fred Tootell ·
1928: Pat O'Callaghan ·
1932: Pat O'Callaghan ·
1936: Karl Hein ·
1948: Imre Németh ·
1952: József Csermák ·
1956: Harold Connolly ·
1960: Vasili Roedenkov ·
1964: Romuald Klim ·
1968: Gyula Zsivótzky ·
1972: Anatoli Bondartsjoek ·
1976: Joeri Sedych ·
1980: Joeri Sedych ·
1984: Juha Tiainen ·
1988: Sergej Litvinov ·
1992: Andrej Abdoevalijev ·
1996: Balázs Kiss ·
2000: Szymon Ziółkowski ·
2004: Koji Murofushi ·
2008: Primož Kozmus ·
2012: Krisztián Pars ·
2016: Dilsjod Nazarov ·
2020: Wojciech Nowicki ·
2024: Ethan Katzberg
1983 Sergej Litvinov · 
1987 Sergej Litvinov · 
1991 Joeri Sedych · 
1993 Andrej Abduvalijev · 
1995 Andrej Abduvalijev · 
1997 Heinz Weis · 
1999 Karsten Kobs · 
2001 Szymon Ziółkowski · 
2003 Ivan Tsichan · 
2005 Ivan Tsichan ·
2007 Ivan Tsichan ·
2009 Primož Kozmus ·
2011 Koji Murofushi ·
2013 Paweł Fajdek ·
2015 Paweł Fajdek ·
2017 Paweł Fajdek ·
2019 Paweł Fajdek ·
2022 Paweł Fajdek ·
2023 Ethan Katzberg
- Gemeinsame Normdatei: 1153210177
- World Athletics: 14223019
- Virtual International Authority File: 7293151965302000470002